# Thomas Tauporn
Thomas Tauporn (* 30. března 1991 Schechingen, Ostalb) je bývalý německý reprezentant ve sportovním lezení, vicemistr Německa, juniorský mistr světa a Německa v lezení na obtížnost.

## Výkony a ocenění
- 2006: juniorský mistr Německa
- 2010: vicemistr Německa
- 2010: juniorský mistr světa
- 2011: druhé místo na Rock Masteru v Arcu

### Závodní výsledky
| Arco Rock Master | Arco Rock Master |
| Rok              | 2011             |
| ---------------- | ---------------- |
| Duel             | 2                |

| Mistrovství světa | Mistrovství světa | Mistrovství světa | Mistrovství světa | Mistrovství světa |
| Rok               | 2009              | 2011              | 2012              | 2014              |
| ----------------- | ----------------- | ----------------- | ----------------- | ----------------- |
| Obtížnost         | 14                | 9                 | 11                | 27                |
| Rychlost          |                   | 43                | 38                | 28                |
| Bouldering        |                   | 6                 | 11                | 12                |

| Mistrovství světa juniorů | Mistrovství světa juniorů | Mistrovství světa juniorů | Mistrovství světa juniorů | Mistrovství světa juniorů | Mistrovství světa juniorů | Mistrovství světa juniorů |
| Rok                       | 2005 kat B                | 2006 kat B                | 2007 kat A                | 2008 kat A                | 2009 junioři              | 2010 junioři              |
| ------------------------- | ------------------------- | ------------------------- | ------------------------- | ------------------------- | ------------------------- | ------------------------- |
| Obtížnost                 | 8                         | 5                         | 3                         | 2                         | 4-6                       | 1                         |

| Evropský pohár juniorů | Evropský pohár juniorů |
| Rok                    | 2006 kat B             |
| ---------------------- | ---------------------- |
| Obtížnost              | 3                      |